# Mistrzostwa Europy w Lekkoatletyce 1978 – bieg na 200 m kobiet

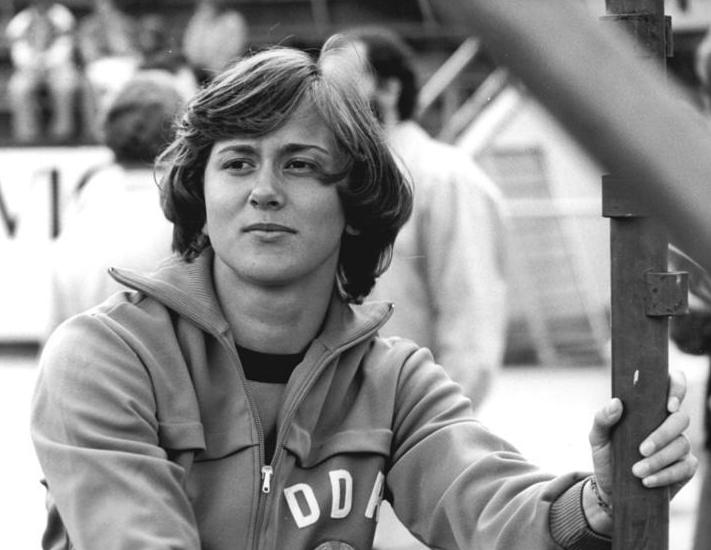
Marlies Göhr

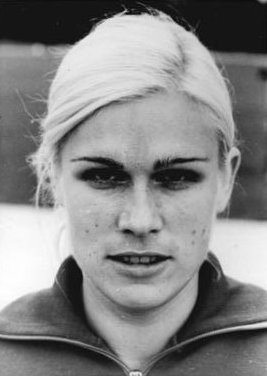
Carla Bodendorf

Bieg na dystansie 200 metrów kobiet był jedną z konkurencji rozgrywanych podczas XII mistrzostw Europy w Pradze. Biegi eliminacyjne i półfinałowe zostały rozegrane 31 sierpnia, a bieg finałowy 1 września 1978 roku. Zwyciężczynią tej konkurencji została reprezentantka Związku Radzieckiego Ludmiła Kondratjewa. W rywalizacji wzięło udział dwadzieścia pięć zawodniczek z piętnastu reprezentacji.

## Rekordy
| Rekord świata     | Marita Koch (GDR)     | 22,06 | Erfurt, NRD  | 28.05.1978 |
| Rekord Europy     | Marita Koch (GDR)     | 22,06 | Erfurt, NRD  | 28.05.1978 |
| Rekord mistrzostw | Irena Szewińska (POL) | 22,51 | Rzym, Włochy | 06.09.1974 |

## Wyniki

### Eliminacje
Rozegrano cztery biegi eliminacyjne. Do półfinałów awansowały po cztery najlepsze zawodniczki każdego biegu eliminacyjnego (Q).
Bieg 1
| Miejsce | Zawodniczka         | Czas  | Uwagi |
| ------- | ------------------- | ----- | ----- |
| 1       | Tetiana Proroczenko | 23,23 | Q     |
| 2       | Kathy Smallwood     | 23,54 | Q     |
| 3       | Marlies Göhr        | 23,73 | Q     |
| 4       | Claudia Steger      | 23,96 | Q     |
| 5       | Michelle Walsh      | 23,99 |       |
| 6       | Radislava Šoborová  | 24,55 |       |

Bieg 2
| Miejsce | Zawodniczka         | Czas  | Uwagi |
| ------- | ------------------- | ----- | ----- |
| 1       | Ludmiła Kondratjewa | 23,11 | Q     |
| 2       | Monika Hamann       | 23,35 | Q     |
| 3       | Irén Orosz          | 23,46 | Q     |
| 4       | Sonia Lannaman      | 23,48 | Q     |
| 5       | Dagmar Schenten     | 23,70 |       |
| 6       | Helina Laihorinne   | 23,84 |       |
| 7       | Tilly Verhoef       | 24,12 |       |

Bieg 3
| Miejsce | Zawodniczka      | Czas  | Uwagi |
| ------- | ---------------- | ----- | ----- |
| 1       | Chantal Réga     | 23,26 | Q     |
| 2       | Linda Haglund    | 23,38 | Q     |
| 3       | Zofia Bielczyk   | 23,40 | Q     |
| 4       | Beverley Goddard | 23,54 | Q     |
| 5       | Marisa Masullo   | 23,62 |       |
| 6       | Silvia Schinzel  | 24,30 |       |

Bieg 4
| Miejsce | Zawodniczka       | Czas  | Uwagi |
| ------- | ----------------- | ----- | ----- |
| 1       | Ludmiła Masłakowa | 22,92 | Q     |
| 2       | Lilana Iwanowa    | 22,93 | Q     |
| 3       | Carla Bodendorf   | 23,11 | Q     |
| 4       | Raymonde Naigre   | 23,56 | Q     |
| 5       | Jolanta Stalmach  | 23,96 |       |
| 6       | Ellie Henzen      | 23,97 |       |

### Półfinały
Rozegrano dwa półfinały. Do finału awansowały po cztery najlepsze zawodniczki każdego biegu półfinałowego (Q).
Półfinał 1
| Miejsce | Zawodniczka       | Czas  | Uwagi |
| ------- | ----------------- | ----- | ----- |
| 1       | Marlies Göhr      | 22,86 | Q     |
| 2       | Ludmiła Masłakowa | 22,86 | Q     |
| 3       | Monika Hamann     | 22,99 | Q     |
| 4       | Lilana Iwanowa    | 23,12 | Q     |
| 5       | Sonia Lannaman    | 23,36 |       |
| 6       | Zofia Bielczyk    | 23,41 |       |
| 7       | Raymonde Naigre   | 23,89 |       |
| 8       | Claudia Steger    | 24,18 |       |

Półfinał 2
| Miejsce | Zawodniczka         | Czas  | Uwagi |
| ------- | ------------------- | ----- | ----- |
| 1       | Ludmiła Kondratjewa | 22,83 | Q     |
| 2       | Carla Bodendorf     | 22,92 | Q     |
| 3       | Chantal Réga        | 22,98 | Q     |
| 4       | Linda Haglund       | 23,11 | Q     |
| 5       | Kathy Smallwood     | 23,12 |       |
| 6       | Tetiana Proroczenko | 23,30 |       |
| 7       | Beverley Goddard    | 23,37 |       |
| 8       | Irén Orosz          | 23,56 |       |

### Finał
| Miejsce | Zawodniczka         | Czas  |
| ------- | ------------------- | ----- |
| 1       | Ludmiła Kondratjewa | 22,52 |
| 2       | Marlies Göhr        | 22,53 |
| 3       | Carla Bodendorf     | 22,64 |
| 4       | Monika Hamann       | 22,76 |
| 5       | Chantal Réga        | 22,77 |
| 6       | Ludmiła Masłakowa   | 22,89 |
| 7       | Linda Haglund       | 23,07 |
| 8       | Lilana Iwanowa      | 23,23 |